# Architettura con porta e maschere
Architettura con porta e maschere è un affresco rinvenuto nella villa di Publio Fannio Sinistore nell'agro pompeiano e custodito all'interno del Museo archeologico nazionale di Napoli.

## Storia
L'affresco venne realizzato intorno al 60 a.C. sulla parete ovest del triclinio estivo della villa di Publio Fannio Sinistore. Fu ritrovato tra il 1894 e il 1895 durante gli scavi archeologici che interessarono l'abitazione, staccato dalla sua collocazione originale insieme a tutto il resto delle pitture che decoravano la stanza, diviso in tre pannelli e conservato momentaneamente alla stazione di Boscoreale e successivamente al Museo nazionale di Napoli, dove fu poi ricomposto.

## Descrizione
L'affresco è un chiaro esempio di illusionismo prospettico, tipico del secondo stile; al centro, poggianti su piedistalli, sono poste due colonne ioniche in alabastro a fusto liscio, decorate con spirali di rami, le quali sorreggono un fregio dov'è una centauromachia, quasi del tutto andata perduta. Tra le due colonne è una porta a doppio battente con riquadrature a intarsio, sovrastata da un fregio a fondo nero, all'interno del quale è una scena di caccia: in particolare si riconosce un toro circondato da cani e alcuni cacciatori; la porta è completata da un timpano a volute, su cui pende una sorta di lampadario con un putto, riferimento a un santuario dedicato a Venere. In primo piano rispetto alla scena centrale, sono due colonne scanalate in ordine corinzio, sempre poggianti su un piedistallo, con ai lati un candelabro dorato decorato alla base da putti in volo e alla sommità da tre Vittorie alate. La parte inferiore dell'affresco è caratterizzata da una zoccolatura in rosso a cui segue una cornice in verde decorata con ovali, un fregio che riproduce un bugnato in marmo e una mensola sorretta da telamoni che raffigurano personaggi appartenenti a una processione dionisiaca come fauni, centauri e una menade con la testa di Penteo; sulla mensola, a sinistra, è una donna con occhi spalancati e bocca aperta, mentre, a destra, un vecchio parassita con barba incolta e capelli arruffati: entrambe sono maschere della tragedia greca. La parte alta dell'affresco raffigura una sorta di finestra che affaccia su un cortile porticato nel quale si intravedono elementi architettonici e tende nere.